# Atletismo nos Jogos Pan-Americanos de 1951 - Maratona masculina
A maratona foi um dos eventos do atletismo nos Jogos Pan-Americanos de 1951, em Buenos Aires. A prova ocorreu na Avenida General Paz, entre a Ponte de la Noria e a Avenida del Libertador, no dia 7 de março, tendo como chegada o Estádio Monumental de Núñez.

## Medalhistas
| Ouro   | ARG Delfo Cabrera  |
| Prata  | ARG Reinaldo Gorno |
| Bronze | GUA Luis Velásquez |

### Final
| Pos.              | Atleta            | País          | Tempo     |
| ----------------- | ----------------- | ------------- | --------- |
| Medalha de ouro   | Delfo Cabrera     | ARG Argentina | 2.35.00 h |
| Medalha de prata  | Reinaldo Gorno    | ARG Argentina | 2.45.00 h |
| Medalha de bronze | Luis Velásquez    | GUA Guatemala | 2.46.02 h |
| 4                 | Luis Lagoa        | ARG Argentina | 2.51.11 h |
| 5                 | Enrique Inostroza | CHI Chile     | 2.53.01 h |
| 6                 | David Penden      | CHI Chile     | 2.53.58 h |
| 7                 | Gustavo Ramírez   | COL Colômbia  | 3.02.11 h |
| 8                 | Carlos Yoc        | GUA Guatemala | 3.05.06 h |